# Magliano in Toscana
Magliano in Toscana település Olaszországban, Toszkána régióban, Grosseto megyében. Lakosainak száma 3286 fő (2023. január 1.). Magliano in Toscana Grosseto, Orbetello, Manciano és Scansano községekkel határos.

## Népesség
A település lakossága az elmúlt években az alábbi módon változott:
| Lakosok száma | 3584 | 3538 | 3286 |
|               | 2017 | 2018 | 2023 |